# Nejime Shigenaga
Nejime Shigenaga est un nom japonais traditionnel ; le nom de famille (ou le nom d'école), Nejime, précède donc le prénom (ou le nom d'artiste).
Nejime Shigenaga (禰寝 重長, 1536-1580) est un samouraï des époques Sengoku et Azuchi-Momoya de l'histoire du Japon. Fils de Nejime Kiyotoshi, Shigenaga est un obligé du clan Kimotsuki et le chef à la 16e génération de sa famille. Il rejoint Kimotsuki Kanetsugu dans sa lutte contre le clan Shimazu de la province d'Ōsumi. Cependant, à la suite de la défaite du clan Kimotsuki, Shigenaga comprend que la position de la famille est intenable aussi conclut-il indépendamment un accord de paix avec Shimazu Yoshihisa. Cela suscite la colère de Kimotsuki Kanesuke qui l'attaque. Cependant, les Shimazu sont en mesure de sauver Shigenaga. Plus tard, Shigenaga devient obligé de Shimazu Yoshihisa et aide le clan Shimazu dans des questions commerciales. Shigenaga passe pour avoir été le premier à encourager la culture du mandarinier au Japon.
Shigenaga est l'ancêtre de Komatsu Tatewaki, le célèbre conseiller principal du domaine de Satsuma à l'époque du Bakumatsu.